# Babacar Diop
 Babacar Mbaye Diop (* 21. Oktober 1993 in Dakar) ist ein senegalesischer Fußballspieler.

## Karriere
Babacar Diop kam in der senegalesischen Hauptstadt Dakar auf die Welt und begann hier mit dem Vereinsfußball.
In der Winterpause der Spielzeit 2011/12 einigte er sich mit dem türkischen Erstligisten Kayserispor. Bisher ist er überwiegend in der Reservemannschaft aktiv, jedoch absolvierte er auch für das Profi-Team schon ein Süper-Lig-Spiel.
Im April 2015 löste er seinen Vertrag mit Kayserispor nach gegenseitigem Einvernehmen auf und verließ den Verein nach dreijähriger Zugehörigkeit. Danach war er ein halbes Jahr Vereinslos und schloss sich dann im Januar 2016 Yozgatspor an, für welche er bis zum September desselben Jahres auflief. Seine nächste Station war dann bis in den September 2017 Gebzespor, welchem er danach den Rücken kehrte und zu Fatsa Belediyespor wechselte. In der dann darauf folgenden Saison spielte er beim unter klassigen Klub Manavgat Belediyespor. Für den Rest des Jahres 2019 wechselte er dann nach Nordzypern zum Doğan Türk Birliği SK. Im Januar 2020 ging er dann nach Finnland zum Erstligisten Turku PS. Der Verein lieh in bald an den unterklassigen AC Kajaani aus und ließ Diop in den Oman ziehen. Dort, beim Nizwa Club, wurde ihm nach zweieinhalb Monaten gekündigt. Seither ist er vereinslos.